# نانامی کینو
نانامی کینو (انگلیسی: Nanami Kino؛ زادهٔ ۲ دسامبر ۱۹۵۵) بازیکن هندبال اهل ژاپن بود.